# Idaea algeriensis
Idaea algeriensis är en fjärilsart som beskrevs av Bethune-Baker 1888. Idaea algeriensis ingår i släktet Idaea och familjen mätare. Inga underarter finns listade i Catalogue of Life.